# Bertha Moss
Bertha Moss (Buenos Aires, 15 de outubro de 1919—Buenos Aires, 4 de fevereiro de 2008) foi uma atriz argentina.

## Filmografia

### Televisão
- Preciosa (1998) .... Eduarda Santander
- María Isabel (1997) .... Eugenia
- Alondra (1995) .... Sofía
- Los parientes pobres (1993) .... Tía Brígida
- Amor de nadie (1990) .... Victoria
- Muchachita (1986) .... Amanda Montesinos
- Pobre juventud (1986) .... Eugenia de la Peña
- Juana Iris (1985) .... Raquel
- Amor ajeno (1983) .... Sara Ruiz
- Extraños caminos del amor (1981) .... Gertrudis
- La divina Sarah (1980) .... Simona Bernhardt
- Secreto de confesión (1980) .... Beatriz
- Bella y Bestia (1979) .... Cristina
- Cumbres Borrascosas (1979) .... Laureana
- Muñeca rota (1978)
- Corazón salvaje (1977) .... Sofía D'Autremont
- Mañana será otro día (1976) .... Hortensia Ramírez
- Paloma (1975) .... Doña Catalina vda. de Márquez
- La recogida (1971) .... Amanda
- Encrucijada (1970)
- Los inconformes (1968)
- Frontera (1967)
- Secreto de confesión (1965)
- Historia de un cobarde (1964)
- Eugenia (1963)
- Agonía de amor (1963)
- Codicia (1962)
- Niebla (1961)
- Mi esposa se divorcia (1959)
- El precio del cielo (1959)

### Cinema
- La paloma de Marsella (1999)
- El hombre de la mandolina (1985)
- Hay ángeles sin alas (1972)
- Persíguelas y.... alcánzalas (1968)
- La Venus maldita (1966)
- O Anjo Exterminador (1962)
- La bestia humana (1957)...Telefonista Irene
- El hombre virgen (1956)
- Mercado de abasto (1955)...Esposa de Jacinto
- La Tierra del Fuego se apaga...(1955)
- Mujeres casadas (1954)
- La mejor del colegio (1953)
- Deshonra (1952)...Celadora
- Mujeres en sombra (1951)
- La vida color de rosa (1951)
- Yo no elegí mi vida (1949) ...Sra. Melisante
- Historia de una mala mujer (1948)
- La serpiente de cascabel (1948) ...Celadora Graciela
- Un ángel sin pantalones (1947)
- El hombre que amé (1947)
- Romance musical (1946)...Cristina
- Cristina (1946)
- Albergue de mujeres (1946)
- Los dos rivales  (1944)
- El fin de la noche  (1944)...Renée
- Capitán Veneno  (1943)
- Ceniza al viento (1942)
- Amor último modelo (1942)
- Incertidumbre (1942)

### Teatro
- Magnolias de acero
- Trampa de muerte
- Gigi
- La chica sin retorno
- Lo imposible